# Baaghi 2
Baaghi 2, es una película India de 2018 enfocada en el género de suspenso y acción, siendo la secuela de Baaghi de 2016. Fue dirigida por Ahmed Khan y producida por Sajid Nadiadwala bajo la distribución de Nadiadwala Grandson Entertainment.
Está basada en la película en telugu Kshanam. Fue protagonizada por Tiger Shroff y Disha Patani, en esta parte Prateik Babbar y Manoj Bajpayee fueron elegidos como antagonistas.
Sigue la vida de Ranveer "Ronnie" Pratap Singh, un oficial del ejército indio que se propone encontrar y rescatar a la hija de tres años de su exnovia de las garras de unos secuestradores en Goa. La fotografía principal comenzó en agosto de 2017 y se rodó en Bombay, Pune, Shanghái, Goa, China, Manali y Tailandia. 
Baaghi 2 se terminó con un presupuesto de ₹ 590 millones (US $ 8,3 millones de USD) incluidos los costos de impresión y promoción.
Fue estrenada en todo el mundo el 30 de marzo de 2018, incluidas 3500 pantallas en India. La cinta fue elogiada por las escenas de acción realizadas por Shroff.  
El filme recaudó más ₹ 2530000000 (US $ 35 millones USD) en todo el mundo para convertirse en la tercera película de Bollywood más taquillera de 2018.

## Trama
Neha es una mujer casada que tiene un hijo llamado Rhea a quien ama mucho. El primer día de clases de su hijo ella es atacada por hombres enmascarados. Neha presenta una denuncia a la policía, diciendo que los hombres se llevaron a Rhea. La policía realiza una investigación pero no encuentra nada. La indefensa Neha le pide ayuda a su exnovio Ranveer "Ronnie" Pratap Singh, un soldado de Para SF del ejército indio.
Ronnie recuerda su vida universitaria: era compañero de universidad de Neha. Después de algunos incidentes, Neha también se enamora de Ronnie. Su padre, Mahendra, que tiene cáncer, le pide a Neha que se case con Shekhar, un rico hombre de negocios, antes de morir. Neha, que quiere cumplir el último deseo de Mahendra, rompe entre lágrimas con Ronnie.
De vuelta en el presente, Ronnie conoce a Neha aterrorizada y acepta ayudarla. Van a la comisaría donde el escritor de FIR, el inspector Sharad Kute, se porta mal con Neha. Ronnie golpea a Kute y a los otros policías en represalia, una acción que lo arresta. Aun así, pronto lo liberan a pedido de DIG Ajay Shergill, que se revela como un compañero de lote del oficial al mando de Ronnie, el coronel Ranjit Walia. Ha vuelto a convocar al ejército del coronel Walia, pero cambia de opinión a mitad de camino mientras viaja con un agente local con discapacidad física, Usman Langda, cuya ayuda ha buscado, y va a la escuela de Rhea. El director niega cualquier incidente de secuestro en las instalaciones de la escuela. Ronnie conoce al hermano de Shekhar, Sunny, que es adicto a las drogas. Ronnie sigue a Sunny a un edificio donde descubre que Usman está involucrado en el tráfico de drogas. pelea con dos personas y las derrota. Le pregunta a Usman sobre Rhea, pero este último no parece saber nada. Mientras tanto, un nuevo comisionado de policía, Loha Singh "LSD" Dull, está asignado al caso. Ronnie publica una foto de Rhea en un periódico prometiendo dar una recompensa a cualquiera que pueda encontrarla. Shekhar llama a Ronnie y le dice que a Neha le diagnosticaronTrastorno de estrés postraumático y comenzó a alucinar con tener una hija llamada Rhea, al tiempo que agregó que no tiene una hija. Ronnie revisa las imágenes de CCTV y no encuentra a nadie más que a Neha en el auto. Ronnie le grita enojado a Neha, quien le pide que se vaya. Cuando está a punto de irse, ve medidas de altura en la pared que indican que Rhea podría ser un niño real y comienza a dudar de sí mismo, pero es una fracción de segundo demasiado tarde cuando Neha salta de la parrilla para suicidarse. , sintiéndose impotente porque nadie le creyó.
Usman finalmente admite haber "visto a Rhea" cuando visita a Ronnie en un hotel; había llamado a Sunny para que le entregara las drogas cuando vio a los hombres de Sunny llevando a Rhea con los ojos vendados a un estudio. Sunny le pagó a Usman para que se callara o moriría. Van a un bar donde Ronnie pelea con el secuaz de Sunny y persigue a Sunny, pero el LSD captura a Ronnie, a quien le había pedido que esperara en el hotel. La policía interroga a Sunny, pero antes de que Sunny le dispare al oficial, Ajay mata a Sunny. Ronnie dice que tiene evidencia de que Rhea está viva, y la evidencia es Usman. Ajay lleva a Ronnie a su casa y le dice a Ronnie que perdió a su familia en un accidente. Dos hombres llegan al garaje de Usman y lo golpean brutalmente. Ronnie llega al garaje de Usman y ve a Usman sangrando y pelea con las dos personas. Usman muere a causa de sus heridas. Ronnie toma el teléfono de uno de los atacantes, solo para ver una foto de sí mismo tomada en la casa de Ajay, y se da cuenta de que Ajay es el cerebro. Va al escondite de Ajay, lucha contra muchos matones en diferentes partes de la jungla y destruye helicópteros mientras sangra profusamente. Mata a una persona que actuó como el padre de Rhea, pero Ajay le dispara, quien dispara y hiere a Ronnie. Ajay revela que Shekhar odiaba a Rea y le pagó a Ajay para que secuestrara a Rea. Quemó todas las fotos y juguetes de Rhea. Ajay también agrega que hizo todo esto por dinero. Esto enfurece a Ronnie, y golpea a Ajay, toma un arma y está a punto de dispararle a Ronnie, LSD. Le dispara a Ajay, matándolo así. Ronnie ve a Rea antes de desmayarse. s escondite, lucha contra muchos matones en diferentes partes de la jungla y destruye helicópteros mientras sangra profusamente. Mata a una persona que actuó como el padre de Rhea, pero Ajay le dispara, quien dispara y hiere a Ronnie. Ajay revela que Shekhar odiaba a Rea y le pagó a Ajay para que secuestrara a Rea. Quemó todas las fotos y juguetes de Rhea. Ajay también agrega que hizo todo esto por dinero. Esto enfurece a Ronnie, y golpea a Ajay, toma un arma y está a punto de dispararle a Ronnie, LSD. Le dispara a Ajay, matándolo así. Ronnie ve a Rea antes de desmayarse. s escondite, lucha contra muchos matones en diferentes partes de la jungla y destruye helicópteros mientras sangra profusamente. Mata a una persona que actuó como el padre de Rhea, pero Ajay le dispara, quien dispara y hiere a Ronnie. Ajay revela que Shekhar odiaba a Rea y le pagó a Ajay para que secuestrara a Rea. Quemó todas las fotos y juguetes de Rhea. Ajay también agrega que hizo todo esto por dinero. Esto enfurece a Ronnie, y golpea a Ajay, toma un arma y está a punto de dispararle a Ronnie, LSD. Le dispara a Ajay, matándolo así. Ronnie ve a Rea antes de desmayarse. s fotos y juguetes. Ajay también agrega que hizo todo esto por dinero. Esto enfurece a Ronnie, y golpea a Ajay, toma un arma y está a punto de dispararle a Ronnie, LSD. Le dispara a Ajay, matándolo así. Ronnie ve a Rea antes de desmayarse. s fotos y juguetes. Ajay también agrega que hizo todo esto por dinero. Esto enfurece a Ronnie, y golpea a Ajay, toma un arma y está a punto de dispararle a Ronnie, LSD. Le dispara a Ajay, matándolo así. Ronnie ve a Rea antes de desmayarse.
Unos días después, Ronnie se despierta en el hospital. LSD Explica que Shekhar era estéril, lo que lo movió a dar este paso drástico, lo que implica que Rhea no es la hija de Shekhar sino la de Ronnie. Ronnie recuerda cuando Neha le dijo que tenía que casarse con Shekhar, Ronnie y Neha terminaron haciendo el amor. La película termina con Ronnie llevando a Rhea a su casa y ve una visión de Neha sonriéndole. Ronnie le devuelve la sonrisa.

## Elenco
- Tiger Shroff como el Capitán Ranveer "Ronnie" Pratap Singh: exnovio de Neha, oficial del ejército y padre de Rhea.
- Disha Patani como Neha Salgaonkar (de soltera Rawat): exnovia de Ronnie, madre de Rhea y esposa de Shekhar.[7]
- Manoj Bajpayee como inspector general de policía de Ajay Shergill.[7]
- Randeep Hooda como asistente comisionaeio de policía Loha "LSD" Singh Dhull.
- Darshan Kumar como Shekhar Salgaonkar: el esposo de Neha y el padrastro de Rhea.
- Deepak Dobriyal como Usman Langda.[7]
- Prateik Babbar como Sunny Salgaonkar: el hermano de Shekhar y uno de los secuestradores de Rhea.
- Arravya Sharma como Rhea Pratap Singh: hija de Neha y Ronnie, hijastra de Shekhar.
- Shaurya Bhardwaj como el coronel Ranjit Singh Walia: mentor y jefe de Ronnie.
- Vipin Sharma como Mahendra Kumar Rawat, padre de Neha.
- Sunit Morarjee como Inspector Sharad Kute.
- Pushy Anand como director de la escuela de Rhea.
- Ashwin Kaushal como propietario del bungalow.
- Jacqueline Fernandez como Mohini (en la canción " Ek Do Teen ")[8][9][10]

## Producción

### Desarrollo
El 1 de mayo de 2017 Tiger Shroff publicó el primer póster de la película en su cuenta de Twitter. El productor de la película Sajid Nadiadwala, colaboró con Fox Star Studios para que esta fuera lanzada bajo Fox Star Studios y Nadiadwala Grandson Entertainment .
Inicialmente se informó que Jacqueline Fernandez y Kriti Sanon fueron consideradas para el papel principal femenino. Sin embargo en junio de 2017 Disha Patani fue elegida después de pasar por una prueba de pantalla con Shroff. Hablando sobre el elenco Nadiadwala dijo: "Comparten una química increíble en pantalla, que fue evidente en su prueba de apariencia. Disha es perfecta para el papel. Estoy feliz con mi elenco y estoy emocionada de comenzar el proyecto ". 
Shroff fue a Hong Kong para recibir entrenamiento en artes marciales bajo la dirección del director de acción Tony Ching mientras que Patani recibió entrenamiento acrobático.
En julio de 2017 Nadiadwala eligió a Prateik Babbar para interpretar el papel negativo.
La película fue producida con un presupuesto de ₹ 590 millones (equivalente a $ 8,38 millones de USD).

### Rodaje
La fotografía principal comenzó el 8 de agosto de 2017. El rodaje comenzó con una canción con los miembros principales del reparto en un set en Bombay, seguida de escenas filmadas en un campus en Pune. Luego el equipo filmó en Manali, Tailandia, China, Goa y Ladakh. Se filmó una escena de tortura del personaje de Shroff mientras el actor estaba desnudo.

## Comercialización y lanzamiento
El primer tráiler fue lanzado el 21 de febrero de 2018 por Shroff y Patani. La película se estrenó en todo el mundo el 30 de marzo de 2018 en 4.125 pantallas en 46 países, incluidas 3.500 pantallas en la India.

### Taquillas
Baaghi 2 ganó 251 millones de rupias netas en su día de apertura, marcando el día de apertura más grande de 2018 (por delante de Padmaavat), la apertura más grande del Viernes Santo, la tercera apertura más grande en los últimos 15 meses (detrás de Tiger Zinda Hai y Golmaal Again) y el séptimo más grande para una película de acción. Después de un robusto día de apertura, cayó gradualmente en un -20% en su segundo día y ganó 204 millones de rupias adicionales. Al hacerlo la película eclipsó todo el fin de semana de estreno: ₹ 385.8 millones.- de la primera entrega en solo dos días. Los expertos en taquilla creían que la caída podría haber sido menor si el Viernes Santo no hubiera sido un feriado parcial. Después de dos semanas, la película recaudó más de ₹ 1,903.2 millones en India.
En el extranjero dos semanas después ganó $ 6,4 millones ( ₹ 417,6 millones). En total recaudó ₹ 257 crore ($ 39,3 millones de USD) en todo el mundo, incluidos ₹ 2,11 mil millones (US $ 30 millones de USD) en la India  y ₹ 461,1 millones en el extranjero. Por lo que fue una de las películas de Bollywood más taquilleras  de 2018.

### Recepción de la crítica
Baaghi 2 recibió críticas generalmente negativas. En el sitio web de agregador de reseñas Rotten Tomatoes, tiene un índice de aprobación del 40% sobre la base de 5 reseñas con una calificación promedio de 4,3 sobre 10.
- Rajeev Masand le dio una calificación de 2 sobre 5 y dijo que: "Es difícil sentir algo más que pura frustración al ver Baaghi 2, dado que los realizadores han desperdiciado el potencial de la idea central. Esta nueva versión del éxito telugu de 2016, Kshanam, es agobiado por un guion defectuoso y francamente, por una mala dirección por parte del director Ahmed Khan.[30]

- Rohit Vats de Hindustan Times criticó la película diciendo que "es un guion mal planeado que no sabe lo que quiere ser. Desde perseguir el rastro de Rambo hasta quitarle el testigo a Dum Maaro Dum, intenta todos los trucos del libro y logra empeorarlos "y le dio una calificación de 1 sobre 5.[31]

- Shubhra Gupta de The Indian Express le dio a la película una calificación de 2.5 sobre 5 y dijo que "El problema con una película masala completa que va en busca de una trama es evidente en la forma en que la película se revela. del thriller telugu Kshanam, pero los rellenos son estrictamente de Bollywood ".[32] Rachit Gupta de The Times of India le dio a la película una calificación de 2.5 sobre 5 y dijo que "la película del director Ahmed Khan cambia el estilo por la sustancia. Las secuencias de acción se ven elegantes, pero se sienten completamente innecesarias y un poco excesivas. Es decepcionante que la historia sufra en este intento de impresionar con la coreografía de acción y las acrobacias ".[33]

- Saibal Chatterjee de NDTV le dio a la película una calificación de 2 sobre 5 y dijo que "Baaghi 2 es más un espectáculo de acrobacias de dos horas y media que una auténtica obra de cine. Ni el corazón ni la mente tienen la oportunidad de sobrevivir a este implacable ataque de bíceps, pectorales y puños cerrados ".[34]

La película fue criticada por presentar una escena en la que el protagonista Ronny (Tiger Shroff) ata a un civil de Cachemira a un jeep por quemar la bandera india y arrojar piedras; una referencia directa a un controvertido incidente de 2017 en el que un grupo de soldados indios utilizó de manera similar un escudo humano como medida de precaución contra multitudes violentas en Cachemira.
- En su reseña para el Hindustan Times, Priyanka Sundar calificó la escena como "una de las representaciones más desagradables y ofensivas de los disturbios de Jammu y Cachemira".[36]  En Scroll, Nandini Ramnath criticó la "sordera del tono y la asombrosa falta de sensibilidad a la realidad de la violación de los derechos humanos de abril".[37]

- Anupama Chopra de Film Companion le dio un 2.5 de 5 estrellas y dijo: "Baaghi 2 es un remake fiel del thriller telugu Kshanam de 2016, pero dado que el protagonista es Tiger Shroff, el protagonista cambia de un banquero de inversiones a un comando del ejército".[38]

- Raja Sen de NDTV le dio una de cinco estrellas y dijo: "Esta es una película de acción sin suficiente acción y un drama romántico en el que no sientes nada por los personajes".[39]

## Secuela
El 19 de febrero de 2018, se anunció la tercera entrega de la película bajo el título de Baaghi 3, con Sajid Nadiawala como productor, Ahmed Khan como director, Tiger Shroff y Shraddha Kapoor protagonizando los papeles principales. El equipo comenzó a filmar en septiembre de 2019 y su estreno en todo el mundo fue el 6 de marzo de 2020, para esta parte Ritesh Deshmukh también se unió al elenco.